# 熱帶風暴帕布 (2024年)
熱帶風暴帕布（英語：Tropical Storm Pabuk，國際編號：2426，聯合颱風警報中心：WP282024，菲律賓大氣地球物理和天文服務管理局：Romina）是2024年太平洋颱風季第26個被命名的熱帶氣旋。「帕布」一名由老撾提供，是大形淡水魚。

## 發展過程
12月18日，一個熱帶扰動在東馬西北方海面生成，美國海軍研究實驗室給予其擾動編號98W。
12月20日晚上8時，日本氣象廳將其升格為熱帶低氣壓，當時其定位為98W。
12月21日，一個熱帶擾動在巴拉望島東方海面生成，美國海軍研究實驗室給予其擾動編號99W。上午6時，聯合颱風警報中心將其評級提升為「中」。下午2時，聯合颱風警報中心將其評級提升為「高」，並對其發佈熱帶氣旋形成警報。
12月22日上午8時，日本氣象廳對其發佈烈風警報，並將其重新定位至99W。同時，台灣中央氣象署將其升格為熱帶低氣壓，並給予編號TD30；中國中央氣象台將其升格為熱帶低氣壓。上午11時半，聯合颱風警報中心將其評級降低為「低」，並取消對98W發佈熱帶氣旋形成警報；及直接將99W評級提升為「高」，並對其發佈熱帶氣旋形成警報。同時表示98W即將併入99W。晚上8時，聯合颱風警報中心將其升格為熱帶低氣壓，給予熱帶氣旋編號28W。同時，香港天文台及澳門氣象局將其升格為熱帶低氣壓。
12月23日下午2時，日本氣象廳將其升格為熱帶風暴，給予國際編號2426，並命名「帕布」。同時，台灣中央氣象署將其升格為輕度颱風。
12月25日上午8時，台灣中央氣象署將其降格為熱帶低氣壓。下午2時，日本氣象廳將其降格為熱帶低氣壓。下午5時，中央氣象台對其停止編號。
12月26日凌晨2時，日本氣象廳在天氣圖上短暫移除該系統。下午2時，日本氣象廳再次將其升格為熱帶低氣壓。
12月27日凌晨2時，日本氣象廳認為其已消散。

## 影響

### 菲律賓
當地發出之最高風暴信號：一號風暴信號
帕布造成的切變線為菲律賓帶來洪水，巴科市有約2萬人無家可歸。据菲律宾灾害风险减少和管理委员会（NDRRMC）统计，巴拉望岛共有四人遇难，20栋房屋受损，其中2栋被毁，总损失达到5.81亿菲律宾比索（991万美元）。
菲律宾社会福利和发展部向受帕布影响的人员发放了356万菲律宾比索（折合6.1万美元）的人道主义援助。

## 熱帶氣旋警告使用紀錄

### 菲律賓
| 菲律賓大氣地球物理及天文服務管理局 風暴信號 | 菲律賓大氣地球物理及天文服務管理局 風暴信號 | 菲律賓大氣地球物理及天文服務管理局 風暴信號 |
| ------------------------------------------- | ------------------------------------------- | ------------------------------------------- |
| 上一熱帶氣旋                                | 一號風暴信號                                | 下一熱帶氣旋                                |
| 熱帶低氣壓                                  | 一號風暴信號                                | 熱帶風暴丹娜絲                              |

### 中國大陸
| 国家气象中心 颱風預警信號 | 国家气象中心 颱風預警信號 | 国家气象中心 颱風預警信號 |
| ------------------------- | ------------------------- | ------------------------- |
| 上一熱帶氣旋              | 颱風藍色預警信號          | 下一熱帶氣旋              |
| 超強颱風萬宜              | 颱風藍色預警信號          | 熱帶風暴蝴蝶              |

## 外部連結
| 太平洋颱風季             |
| 主題頁 - 專題 - 編輯指南 |

- （英文）颱風2000：各氣象部門對帕布的預測路徑集合
- （日語）日本氣象廳首頁 （页面存档备份，存于）
- （英文）聯合颱風警報中心首頁 （页面存档备份，存于）
- （简体中文）中國國家氣象中心首頁 （页面存档备份，存于）
- （繁體中文）臺灣中央氣象署首頁 （页面存档备份，存于）
- （繁體中文）香港天文台首頁 （页面存档备份，存于）
- （繁體中文）澳門地球物理氣象局首頁 （页面存档备份，存于）
- （英文）菲律賓大氣地球物理和天文管理局 惡劣天氣公告 （页面存档备份，存于）
- （泰文）泰國氣象局首頁 （页面存档备份，存于）

1. ↑   (PDF). NDRRMC (报告). January 31, 2025  [February 1, 2025].
2. ↑   (PDF). DSWD (报告). December 30, 2024  [December 31, 2024].